# Arugisa antinoe
Arugisa antinoe är en fjärilsart som beskrevs av Druce 1891. Arugisa antinoe ingår i släktet Arugisa och familjen nattflyn. Inga underarter finns listade i Catalogue of Life.